# Lagoa Santa
Lagoa Santa er en by i staten Minas Gerais i Brasilien.
Den danske palæontolog Peter Wilhelm Lund, der er kendt som ophavsmanden til brasiliansk palæontologi, opdagede en en hule fyldt med knogler efter mennesker (15 skeletter) og megafauna (meget store pattedyrdyr) der kunne dateress tilbage til pleistocæn. Eugen Warming assisterede Lund i 1863-1866 og beskrev områdets flora og planternes tilpasning til strabadserne i cerrado – tørke og ild – i t værk, der fortsat udgør et vigtigt bidrag til økologiske studier, Lagoa Santa. En anden af Lunds assistener, illustratoren Peter Andreas Brandt, er begravet i byen.
Lagoa Santa kommune indeholder 56% af den 2.004 hektarstore Sumidouro State Park, der blev etableret i 1980, og som beskytter den hule, hvor Lund gjorde sit fund af "Lagoa Santa Manden".
Et århundrede senere foretog den franske arkæolog Annette Laming-Emperaire i 1970'erne, hvor hun fandt det ældste menneskelige fossil i Brasilien, en mere end 11 tusinde år gammel kvinde, der fik tilnavnet Luzia.